# Ватле, Клод-Анри
Клод-Анри́ Ватле́, в старых источниках Вателе (фр. Claude-Henri Watelet; 28 августа 1718 года, Париж — 12 января 1786 года, там же) — французский финансист, художник-любитель, главным образом гравёр, литератор, коллекционер произведений искусства, художественный критик, теоретик садоводства, поэт и драматург, член Французской академии (с 1760; на кресле № 7).

## Биография
Клод-Анри Ватле был сыном Николя Робера Ватле, генерального сборщика налогов Орлеанского генералитета, и внуком откупщика Клода-Пьера де Бофора. Брат генерала Жана-Николя Ватле де Валоньи, племянник министра Жана де Булоня и фермера-генерала Эдма-Жозефа Рослена д’Иври, он учился в престижном Коллеж д’Аркур (collège d’Harcourt) и в возрасте девятнадцати лет отправился в путешествие по Италии, где общался со студентами Французской академии в Риме, в частности с Жаном-Батистом Мари Пьером, с которым он подружился и создал свои первые наброски.
От отца Клод-Анри наследовал должность генерального управляющего финансами Орлеанского генералитета, которая приносила ему значительный доход и позволяла ему предаваться своей страсти к искусству. Путешествия по Италии и Голландии образовали его вкус. В Париже он с пользой употребил своё богатство: его дом был открыт для учёных и художников; Ватле помогал бедным художникам и кошельком и советами.
Он часто посещал салоны мадам де Помпадур, мадам де Тансен и мадам Жоффруа. Он подружился с Мармонтелем, аббатом Делилем и Соломоном Гесснером. Он общался с авторами Энциклопедии, в которую он внёс большую часть статей по рисунку, живописи и гравюре. Он писал пьесы в стихах и прозе, из которых, по-видимому, были поставлены только две. В 1760 году он опубликовал дидактическую поэму «Искусство живописи» (L’Art de peindre), которая в том же году позволила ему поступить во Французскую академию в число сорока академиков; подобной чести удостоили его и другие иностранные академии и учёные общества.
Клод-Анри Ватле был членом Королевской академии живописи и скульптуры и Королевского медицинского общества, Берлинской академии, филологической Академии делла Круска, Кортонской академии и Болонского института.
Несколькими годами ранее у Ватле завязался длительный роман с художницей, рисовальщицей пастелью Маргаритой Ле Конт, молодой замужней женщиной, которую он обучал офорту. В 1763—1741 годах он совершил с ней вторую поездку в Италию. В их честь члены Французской академии в Риме составили коллекцию гравюр, в которую внесли свой вклад Луи Сюблейра, сын Пьера Сюблейра, и Юбер Робер. Ватле взялся за перевод «Освобождённого Иерусалима» и «Ролана Фюрье», но тем не менее оставил их незавершёнными.
В Риме два пенсионера Французской академии составили сборник стихов Луиджи Сюблейра, озаглавленный «О прибытии в Рим госпожи графини и господ Ватле и Копетт» (Nella venuta in Roma di madama le Comte e dei signori Watelet e Copette, 1764), проиллюстрированный офортами, в основном Этьена де Ла Валле-Пуссена, Франца Эдмунда Вейроттера и Юбера Робера, чья собственная серия из десяти офортов «Вечера Рима» (Les Soirées de Rome), созданная в то же время, была посвящена мадам Ле Конт. Винкельман сопровождал друзей при осмотре коллекции древностей виллы Альбани.
В 1767 году Клод-Анри Ватле приобрёл восемьдесят одну оригинальную медную пластину офортов Рембрандта, но, будучи сам офортистом, он переработал некоторые из них с использованием техники акватинты. На аукционе коллекции Ватле в 1798 году Пьер-Франсуа Базан приобрёл семьдесят восемь из них и опубликовал «Сборник четырёхсот пяти оригинальных эстампов… Рембрандта», работу, которая издавалась более века.
Главная литературная работа Ватле: «Очерк о садах» (l’Essai sur les jardins), вышедшая в 1774 году, в значительной степени представляет собой описание Мулен-Жоли («Красивая мельница»)— поместья, которое Ватле приобрёл в 1750 году и обустроил на острове реки Сены в Коломбе (la Seine à Colombes). Там находились вилла, конюшни, молочная ферма, пасека, мельница, различные аттракционы, аллеи, украшенные скульптурами, цветник и сад с лекарственными травами, с медицинской лабораторией и лазаретом. В этом поместье хозяин с супругой принимали друзей и любопытных, среди которых были Жан-Клод Ришар де Сен-Нон, Тюрго, Бенджамин Франклин, Кондорсе, маркиз де Мариньи и, как говорят, Мария-Антуанетта, которая вдохновилась им на строительство в Версальском дворце.
В эссе излагается теория английских «пейзажных парков», противопоставляемых регулярным французским. Но там же автор излагает «буколическое видение Франции», которая могла бы вернуться к простой аграрной экономике, основанной на идеализированных моделях семейной фермы. На первых страницах своего трактата Ватле заявил о своей преданности философии Руссо, в частности создании «украшенной фермы» (ferme ornée), совмещающей прекрасное с полезным. Вдохновение Ватле, возможно, частично пришло от его друга Франсуа Буше. В 1740-х годах Жан-Батист Удри имел доступ к заросшим садам принца де Гиза в Аркёй и часто приводил туда молодых художников, чтобы они рисовали с ним на заброшенных территориях; Буше сопровождал его несколько раз. Влияние Франсуа Буше Юбера Робера было напрямую перенесено на новые французские сады в жанре «pittoresque». В 1780 году неоклассицист Николя Ле Камю де Мезьер посвятил Ватле эссе «Гений архитектуры, или аналогия этого искусства и наших ощущений».
«Искусство живописи» (L’Art de peindre) представлено в форме поэмы в четырёх песнях о рисунке, цвете, живописном изобретении и поэтическом изобретении (l’Invention pittoresque et l’Invention poétique), за которыми следуют наставления в прозе о пропорциях, ансамбле, пондерации (уравновешивании) и движении фигур, о красоте, грации, гармонии света и цвета, эффектах, экспрессии и страсти. Вторая часть трактата, украшена гравюрами и виньетками. Дидро со свойственным ему сарказмом утверждал: «Если бы это было моё стихотворение, я бы вырезал все виньетки, поместил их под стекло, а остальное бросил бы в огонь».
Последняя теоретическая работа Ватле: «Словарь изящных искусств» (Dictionnaire des beaux-arts) была опубликована как часть обширной «Методической энциклопедии», которую редактировал издатель Шарль-Жозеф Панкук в период с 1783 по 1787 год. Трактат определяет основные понятия и описывает технические приёмы живописи, скульптуры и гравюры. Однако этот проект отнял у Ватле слишком много сил, и к тому времени, когда первый том в 1788 году был отправлен в печать, его здоровье уже ухудшалось. Тогда Панкук обратился к протеже Дидро, Пьеру-Шарлю Левеку, который с помощью других соавторов сумел завершить работу и обеспечить в 1791 году публикацию второго тома. Второе издание в пяти томах под названием «Словарь искусств живописи, скульптуры и гравюры» (Dictionnaire des arts de peinture, sculpture et gravure) появилось в 1792 году.
Известны и другие эссе об искусстве, критические статьи, обзоры выставок и художественных произведений, написанные Ватле.
Незадолго до смерти, по стечению неблагоприятных обстоятельств, он лишился состояния и показал себя истинным философом, сохранив спокойствие души и весёлый нрав. На портрете работы Ж.-Б. Грёза Ватле изображён с кронциркулем в руке и бронзовой статуэткой Венеры Медичи на своём бюро, будто портретируемый озабочен определением секрета идеальных пропорций женского тела.
Уже после смерти Ватле в 1788 году были напечатаны его комедии и оперы, никогда не игранные; и поэма в прозе, заимствованная из Торквато Тассо «Аминты».

## Основные литературные работы
- Encyclopédie. «Gravure». Vol. 7 (1757).
- Contributions to Vies des premiers peintres du roi, depuis M. Le Brun jusqu'à présent (1752).
- L’Art de peindre, poème, avec des réflexions sur les différentes parties de la peinture (1760). (on-line text)
- Essai sur les jardins (1774). RRprinted (Gérard Monfort), 2004. (on-line text)
- Dictionnaire des beaux-arts (2 volumes, 1788-91). Watelet’s work was completed by Pierre-Charles Lévesque and others (On-line text at [1] and [2]. The dictionary was re-edited in 5 volumes as Dictionnaire de arts de peinture, sculpture et gravure in 1792. Facsimile edition: L. F. Prault, Paris /Minkoff, Genève, 1972.
- Rymbranesques ou Essais de gravures (1783). Album of engravings by Rembrandt and by Watelet. From 1767 Rembrandt’s copper etching plates were preserved in Watelet’s collection. This album stands at the head of a tradition of modern restrikes of the Rembrandt etchings: [20]
- La Maison de campagne à la mode, ou La comédie d’après nature, comédie en deux actes, en prose, composée en 1777 (1784). «The fashionable country house, or a comedy from the life» (on-line text)
- Recueil de quelques ouvrages de M. Watelet, de l’Académie françoise et de celle de peinture (1784).
- Zénéïde, en 1 acte, en prose, composée en janvier 1743
- Les Statuaires d’Athènes, comédie en 3 actes en prose, composée en 1766 **Les Veuves, ou la Matrône d'Éphèse, comédie en 3 actes, en vers
- Milon, intermède pastoral en 1 acte en vers
- Deucalion et Pyrrha, opéra à grand spectacle, en 4 actes en vers, composé en 1765, exécuté au concert des écoles gratuites de dessin, le 29 avril 1772, dans la salle du Wauxhall de la foire St-Germain. (On-line text)].
- Délie, drame lyrique en 1 acte en vers, composé en 1765
- Phaon, drame lyrique en 2 actes en vers mêlé d’ariettes, représenté devant Leurs Majestés à Choisy en septembre 1778.

## Тексты
- «L’Art de peindre, poème, avec des réflexions sur les différentes parties de la peinture» (1760) Текст
- «Очерк о садах» (Essai sur les jardins, 1774) Текст
- «Словарь изящных искусств», или «Словарь искусств живописи, скульптуры и гравюры» (Dictionnaire des beaux-arts, 2 т., 1788—1791) Тексты